# Dry-for-wet
Dry-for-wet („Trocken als nass“) bezeichnet ein Verfahren der Filmkunst, bei der durch technische Manipulation über Wasser aufgenommene Filmszenen verändert werden, um dem Betrachter den Eindruck einer Unterwasseraufnahme zu vermitteln.

## Vorgehen
Bei der Dry-for-wet-Technik wird das Wasser durch geschickte Beleuchtung, Einsatz farbiger Filter sowie Schwebteile simuliert, indem in einem mit leichtem Nebel oder Rauch gefüllten Raum im Trockenen gefilmt wird. Der Einsatz von Ventilatoren oder die Verwendung von Zeitlupeneffekten können dazu verwendet werden, den Eindruck von fließenden Bewegungen der Haare sowie der Kleidung zu erzeugen. Aufsteigende Luftblasen oder unter Wasser lebende Tiere können in der Postproduktion als Computer-Effekt hinzugefügt werden, um den Realismus des Filmmaterials zu steigern.

## Gründe für den Einsatz der Technik
Für den Einsatz dieser Technik gibt es vielfältige Gründe. Kann ein Darsteller nicht schwimmen, wie beispielsweise bei The Spirit, oder kann er aus gesundheitlichen Gründen nicht unter Wasser drehen, wie beispielsweise bei James Bond 007 – In tödlicher Mission, so kann die Dry-for-wet-Technik bei der Produktion eines Films Einsatz finden.
Weiterhin sind die Aufnahmen unter Wasser in der Regel mit teurerem Equipment verbunden, da spezielle Unterwassergehäuse für die Kameras benötigt werden, die zwischen wenigen hundert Euro und Preisen von bis zu 30.000 Euro zu erhalten sind, zudem sind Sicherheitsaspekte beim Tauchgang zu berücksichtigen. Die Beleuchtung gestaltet sich bei Unterwasseraufnahmen ebenfalls deutlich schwieriger, da ungewünschte Lichtreflexe zu vermeiden sind. Durch den Brechungsindex des Wassers von 1,33 findet eine Verengung des Bildwinkels um 20 Grad statt, wodurch aufgenommene Objekte um 25 % größer erscheinen, als sie tatsächlich sind. Abhängig von der jeweiligen Farbart und der Wasserart werden Farben unterschiedlich stark vom Wasser absorbiert. Zudem nimmt die Helligkeit des Lichts im Wasser mit zunehmender Wassertiefe nicht linear ab, sondern abhängig von der jeweiligen Farbe in verschiedener Ausprägung, wodurch die Dreharbeiten unter Wasser zusätzlich erschwert werden und der Einsatz hochauflösender sowie lichtempfindlicher Kameras notwendig wird. Die besten Drehzeiten für Unterwasseraufnahmen beschränken sich auf die Mittagsstunden, in denen die Sonne senkrecht über dem Gewässer steht und so für die bestmögliche Ausleuchtung sorgt. Bei starkem Seegang nimmt die Helligkeit signifikant ab, so dass bei Tauchgängen ab sechs Metern in der Regel mit Unterwasserscheinwerfern gearbeitet werden muss.

## Verwendung in Spielfilmen
Die Dry-for-wet-Technik kam seit den 1960er Jahren in diversen Fernsehserien und Spielfilmen zur Anwendung.
- 1964: In der Fernsehserie Stingray wurden Unterwasserszenen realisiert, indem Modelle von Unterseebooten sowie Marionetten von Tauchern durch gläserne Wassertanks gefilmt wurden, die Fische sowie Gerätschaften zum Erzeugen von Luftblasen enthielten.
- 1981: Carole Bouquet konnte bei der Produktion von James Bond 007 – In tödlicher Mission aus gesundheitlichen Gründen keine Stunts unter Wasser drehen, weswegen die Szenen im Trockenen entstanden.[2]
- 1989: Viele der Unterwasserszenen in Abyss – Abgrund des Todes wurden mittels Dry-for-wet-Technik gedreht.
- 1989: In Leviathan wurden viele der Unterwassersequenzen mit der Dry-for-wet-Technik realisiert.[3]
- 1990: Die Außenaufnahmen des getauchten U-Bootes in Jagd auf Roter Oktober wurden in Dry-for-wet-Technik aufgezeichnet, wobei ein an zwölf Drahtseilen aufgehängtes Modell des U-Bootes genutzt wurde, welches in drei Dimensionen geneigt werden konnte.[4]
- 2001: In A.I. – Künstliche Intelligenz wurde der im Meer versunkene Vergnügungspark auf Coney Island mit verkleinerten Modellen sowie der Dry-for-wet-Technik gedreht.
- 2001: In der letzten Szene des Films Der Herr der Ringe: Die Gefährten wurde die Dry-for-wet-Technik eingesetzt, in der Sam in einen Fluss sinkt.[5]
- 2003: Die Szene aus Lara Croft: Tomb Raider – Die Wiege des Lebens, in der der Tauchscooter eingesetzt wird, entstand in Dry-for-wet-Technik.[6]
- 2008: Sämtliche Unterwasserszenen in The Spirit entstanden im Trockenen, da Eva Mendes zum Zeitpunkt der Dreharbeiten nicht schwimmen konnte.[7]

## Ähnliche Filmtechniken
Die gegenteilige Technik von Dry-for-wet wird Wet-for-dry genannt, bei der ein Darsteller in einem wassergefüllten Tank gefilmt wird, um eine übernatürliche Darstellung zu erzeugen, die sich der Gravitation widersetzt. In der Regel kommen hierbei Chromakey oder vergleichbare Techniken zum Einsatz.
Ähnlich der Vermittlung der Illusion, eine im Trockenen entstandene Filmaufnahmen sei unter Wasser gedreht worden, existiert eine Filmtechnik, um tagsüber gedrehte Aufnahme wie Nachtaufnahmen aussehen zu lassen. Dies wird in der Filmkunst als Day-for-Night bezeichnet.